# 蘇原申子町
蘇原申子町（そはらさるこちょう）は、岐阜県各務原市の地名。現行行政町名は蘇原申子町一丁目から蘇原申子町三丁目。
地名は蘇原伊吹町（旧・伊吹村）の字名「申子」に因む。

## 地理
各務原市の蘇原地区に属する。町域の東部は蘇原青雲町、蘇原吉新町、西部は蘇原花園町、南部は蘇原吉新町、蘇原希望町、入会町、北部は蘇原吉野町に接する。
道路
- 県道205号長森各務原線
- いちょう通り

## 歴史
1968年（昭和43年）8月31日に蘇原伊吹町の一部をもって蘇原申子町を設置する。

## 世帯数と人口
2024年（令和6年）10月1日現在の世帯数と人口は以下の通りである。
| 丁目             | 世帯数  | 人口    |
| ---------------- | ------- | ------- |
| 蘇原申子町一丁目 | 173世帯 | 488人   |
| 蘇原申子町二丁目 | 266世帯 | 612人   |
| 蘇原申子町三丁目 | 131世帯 | 310人   |
| 計               | 570世帯 | 1,410人 |

## 小・中学校の学区
市立小・中学校に通う場合、学区は以下の通りとなる。
| 番・番地等 | 小学校                   | 中学校               |
| ---------- | ------------------------ | -------------------- |
| 全域       | 各務原市立蘇原第一小学校 | 各務原市立蘇原中学校 |

## 交通
- 各務原市ふれあいバス蘇原線

## 主な施設
- 神明神社

八坂神社の境外社